# 赛义德·努尔西
赛义德·努尔西（鄂圖曼土耳其語：‎； ：‎；1877年—1960年3月23日）是逊尼派的神学家，他认为现代科学和逻辑学是未来的发展方向，主张在世俗学校教授宗教科学，在宗教学校教授现代科学。